# Leonardo David
Leonardo David (* 27. September 1960 in Gressoney-Saint-Jean; † 26. Februar 1985 ebenda) war ein italienischer Skirennläufer. Er galt Ende der 1970er Jahre als eines der vielversprechendsten Slalom- und Riesenslalomtalente des Skiweltcups. Nur drei Monate nach seinem Debüt fiel er nach einem Sturz in ein Wachkoma und verstarb sechs Jahre später an Herzversagen.

## Biografie
Der aus dem Aostatal stammende David wurde als Sohn des zweifachen italienischen Abfahrtsmeisters Davide David geboren. Unter den Fittichen seines Vaters entwickelte er sich zu einem internationalen Spitzenfahrer. Er gewann bei den Junioreneuropameisterschaften 1977 in Kranjska Gora die Bronzemedaille im Riesenslalom und bestritt im Winter 1976/77 im Alter von 16 Jahren seine ersten Rennen im Europacup. Bereits in seiner zweiten Saison konnte er die Gesamtwertung des Europacups für sich entscheiden.
Seine Fortsetzung fand der steile Aufstieg Davids in der Saison 1978/79 im Weltcup. Zum Saisonauftakt fuhr er in Schladming in seinem ersten Weltcuprennen überhaupt gleich auf den dritten Rang. In den folgenden beiden Monaten erreichte er in den Slalom- und Riesenslalomwettbewerben eine Spitzenplatzierung nach der anderen und machte etablierten Stars wie Ingemar Stenmark und Phil Mahre ernsthafte Konkurrenz. Italien feierte ihn als legitimen Nachfolger von Gustav Thöni. Insgesamt konnte David sich zwischen Dezember 1978 und Februar 1979 zehn Mal unter den besten Zehn platzieren. Der größte Erfolg kam für den 18-Jährigen beim Weltcupslalom von Oslo. Im zweiten Lauf setzte er sich an die Spitze des Feldes und holte den ersten und einzigen Weltcupsieg seiner kurzen Karriere. Dieser Sieg blieb für fast acht Jahre der letzte Slalomerfolg für das italienische Herrenteam.
Nur eine knappe Woche nach seinem Sieg, am 16. Februar 1979, stürzte er bei der Abfahrt im Rahmen der italienischen Meisterschaften in Cortina d’Ampezzo schwer. Nach seinem Unfall klagte er über heftige Kopfschmerzen. Ein hinzugezogener Neurologe konnte aber keine Verletzungen des Gehirns feststellen. Nach einer zweiwöchigen Erholungsphase reiste David Anfang März mit der italienischen Mannschaft zu den vorolympischen Wettkämpfen nach Lake Placid. Obwohl die Erschütterungen auf der Piste ihm immer noch Kopfschmerzen bereiteten, ging er bei der Weltcupabfahrt am 3. März 1979 an den Start. Er stürzte kurz vor dem Zieldurchlauf erneut, stand auf und fuhr über die Ziellinie. Nur wenige Minuten später brach er im Zielraum bewusstlos zusammen. Laut „Kronenzeitung Wien“ vom 5. März 1979 sei dies vorerst gar nicht ernsthaft registriert worden, ehe dann Mannschaftskameraden darauf aufmerksam wurden, dass der Athlet nach wie vor am Boden lag. Außerdem habe danach auch die medizinische Versorgung nicht den gewohnten Standards von Mitteleuropa entsprochen.
Aus dieser Bewusstlosigkeit wachte David nie wieder auf. Durch das bei den beiden schweren Stürzen erlittene Schädel-Hirn-Trauma fiel er in ein Wachkoma, in dem er gelähmt nur noch scheinbar auf äußere Reize reagierte. Drei Jahre lang versuchten seine Eltern vergeblich mit der Hilfe internationaler Spezialisten, ihn aus dem Koma zu holen. Die letzten drei Jahre seines Lebens pflegten sie ihn zu Hause. Schließlich starb Leonardo David am 26. Februar 1985, fast genau sechs Jahre nach seinen Stürzen, im Alter von 24 Jahren an Herzversagen.
Der frühe Tod Davids wurde zum Fall für die Gerichte. Seine Eltern klagten gegen die Funktionäre des italienischen Skiverbandes. Mit der viel zu frühen Rückkehr in den Weltcup habe man die Aufsichtspflicht für die Athleten verletzt.

## Weltcupsiege
| Datum           | Ort  | Land     | Disziplin |
| --------------- | ---- | -------- | --------- |
| 7. Februar 1979 | Oslo | Norwegen | Slalom    |